# Stein (Appenzell Ausserrhoden)
Stein (AR) is een gemeente en plaats in het Zwitserse kanton Appenzell Ausserrhoden.
Stein (AR) telt 1.375 inwoners.